# EuroAtlantic Airways

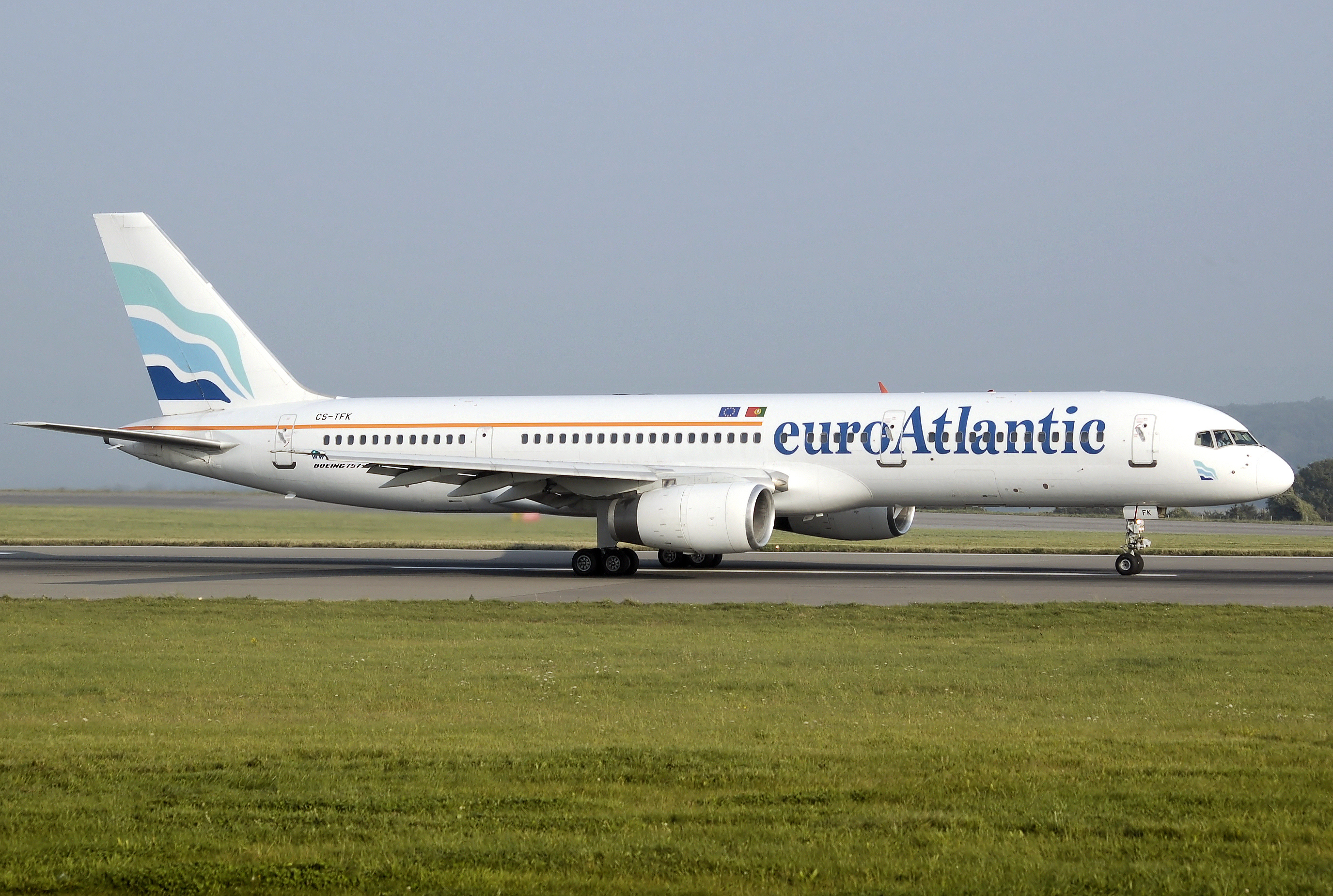
Boeing 757-200 авіакомпанії EuroAtlantic Airways на зльоту з Міжнародного аеропорту Брістоль, Англія, 2008 рік

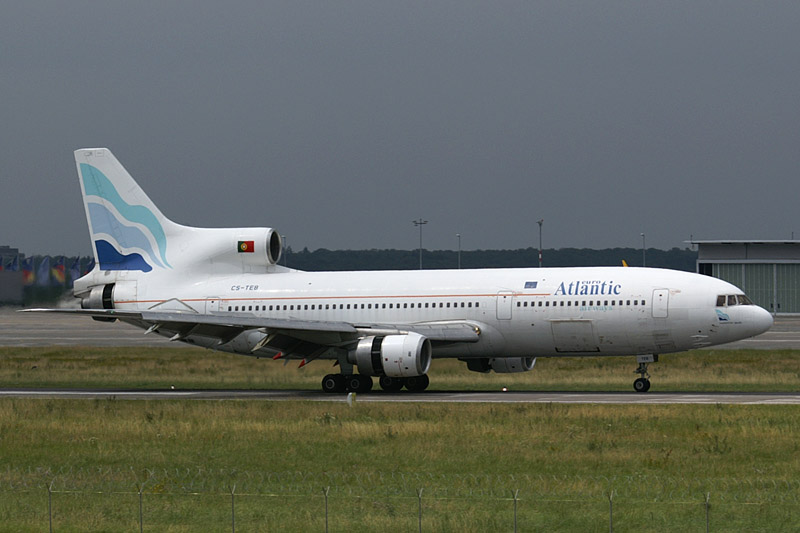
Lockheed L-1011 авіакомпанії EuroAtlantic Airways

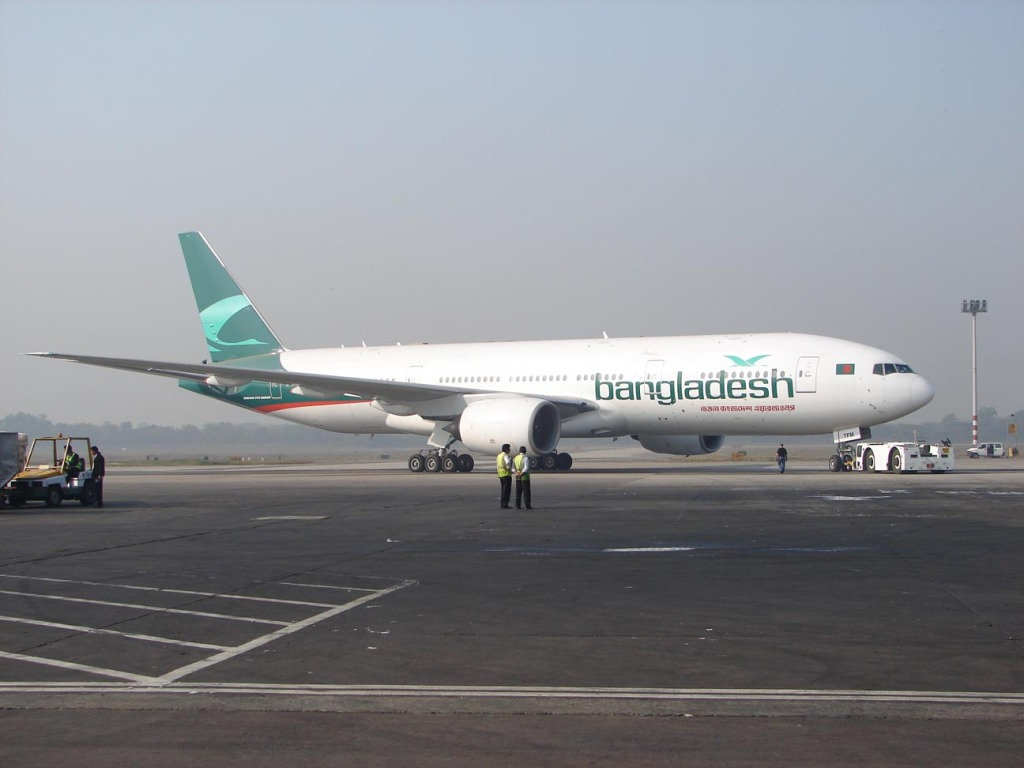
Boeing 777-200ER EuroAtlantic Airways в лівреї Biman Bangladesh Airlines в Міжнародному аеропорту Дакка

EuroAtlantic Airways — Transportes Aéreos S. A., діюча як EuroAtlantic Airways — чартерна авіакомпанія Португалії зі штаб-квартирою в Лісабоні, що працює на ринку пасажирських і вантажних авіаперевезень з Португалії в аеропорти Сполучених Штатів Америки, Канади, Мексики, Пакистану та Австралії, а також надає послуги по здачі літаків в оренду іншим авіакомпаніям.
Портом приписки компанії є лісабонський Міжнародний аеропорт " Портела.

## Історія
Авіакомпанія Air Zarco була утворена 25 серпня 1993 року, потім з 1997 року працювала під іншою торговою маркою (брендом) Air Madeira і, нарешті, 17 травня 2000 року черговий раз змінила свою офіційну назву на EuroAtlantic Airways — Transportes Aéreos S. A.. Компанія має сертифікат експлуатанта на чолі 129 правил Федерального управління цивільної авіації США (FAR129), що дозволяє іноземному авіаперевізнику здійснювати пасажирські перевезення в аеропорти США, і сертифікат JAR-OPS1 Європейського агентства цивільної авіації про відповідність експлуатанта європейським вимогам. EuroAtlantic Airways має постійне партнерську угоду з національним авіаперевізником Португалії TAP Portugal.
За підсумками 2005 року оборот авіакомпанії EuroAtlantic Airways склав 109 мільйонів євро, а чистий прибуток за рік склалася в розмірі 5,9 мільйонів євро.
У власності EuroAtlantic Airways перебуває 38 % акцій флагманського авіаперевізника Сан-Томе і Принсіпі STP Airways, перший рейс якої в аеропорт Лісабона був здійснений на літаку Boeing 767 компанії EuroAtlantic Airways. 45 відсотків власності самої авіакомпанії належить люксембурзької корпорації Quanlux, 25 % — приватному інвестору Томасу Хуліо Тейхейра Метелло, 20 % — люксембурзької компанії Anglotel і 10 % — бізнесменові Даніелю Шадріну Метелло. Станом на березень 2007 року в штаті авіакомпанії працювало 239 осіб.
У 2009 році EuroAtlantic Airways підписала договір мокрого лізингу на роботу двох далекомагістральних літаків Boeing 777-200ER під брендом національної авіакомпанії Бангладеш Biman Bangladesh Airlines.

## Флот
У квітні 2010 року повітряний флот авіакомпанії EuroAtlantic Airways складався з таких літаків: